# Bernard Pothast
Bernard Jean Corneille Pothast (Halle, 30 november 1882 – Laren, 1 februari 1966) was een Nederlands schilder, die wordt gerekend tot de tweede generatie van de Larense School.

## Leven en werk
Bernard Pothast werd geboren in België als zoon van de Nederlandse schilder Hendrik Antoon Pothast (1847-1924) en Catharina Anna Christina Verhaaren (1850-1903). Hij was een jongere broer van de schilder Willem Pothast (1877-1916). Het gezin verhuisde in 1886 naar Amsterdam. Hij werd daar opgeleid aan de Rijksakademie van beeldende kunsten onder August Allebé (1904-1907) en studeerde verder aan de École des Beaux-Arts in Parijs, als leerling van Gabriel Ferrier.  In 1911 vestigde hij zich in het schildersdorp Laren.
Pothast schilderde interieurs, figuurvoorstellingen en havengezichten in een romantisch-impressionistische stijl. Hij was ook kopiist van museumstukken. Hij was lid van de Vereeniging van Beeldende kunstenaars Laren-Blaricum.
Pothast overleed op 83-jarige leeftijd.
- Biografisch Portaal: 71001815
- Gemeinsame Normdatei: 1162286105
- RKD-Nederlands Instituut voor Kunstgeschiedenis: 64495
- Union List of Artist Names: 500016360
- Virtual International Authority File: 95781414
- WorldCat: E39PBJfrTfDdhBYPVCXPkXXKh3